# Motor principal (cohete)

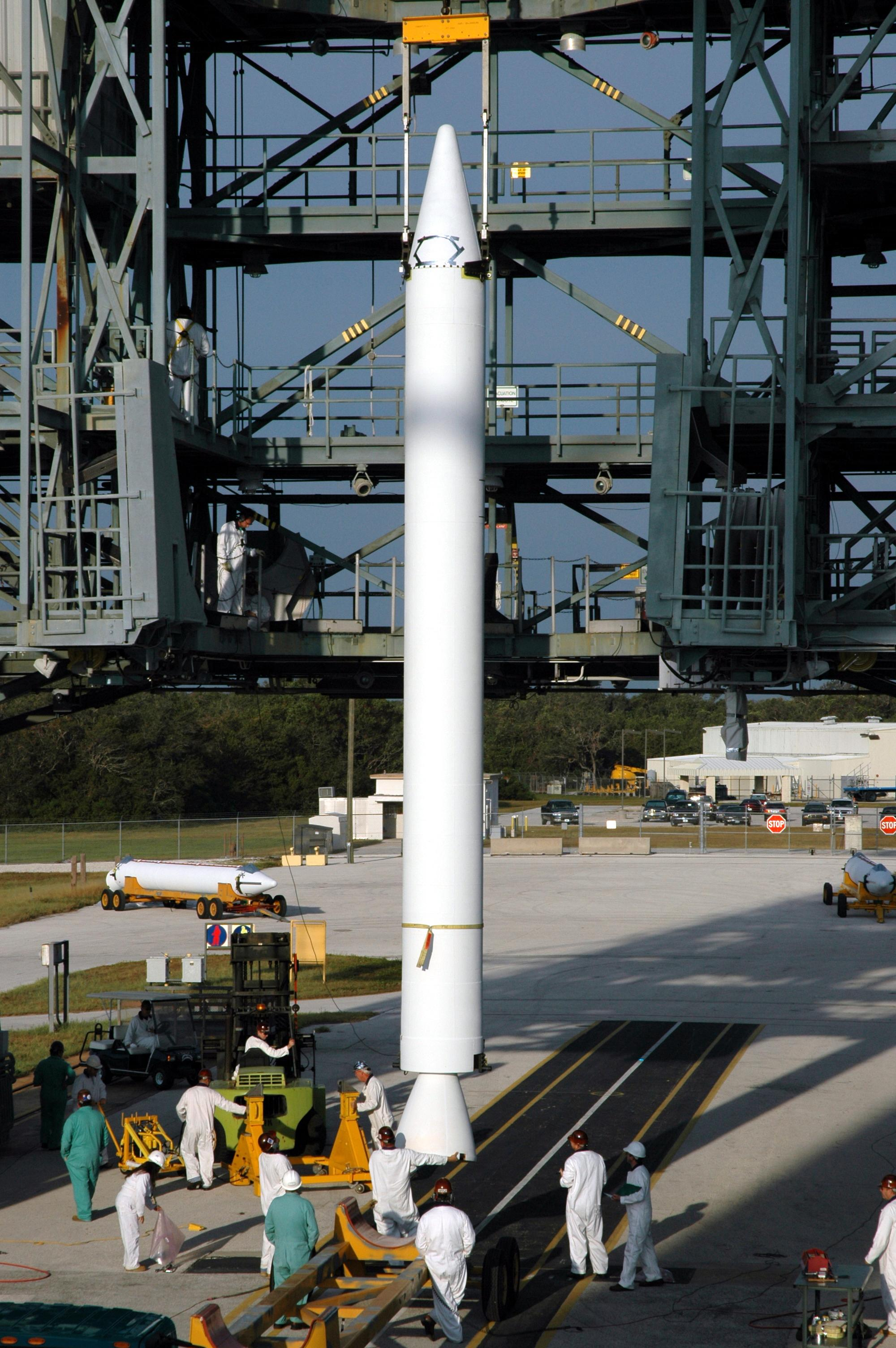
Motor principal GEM-40 adherido para una lanzadera Delta II.

En términos de vuelos espaciales, un motor principal, también conocido como booster puede ser:
- la lanzadera completa usada para elevar una nave espacial. En una primera fase todos los boosters para todas las misiones espaciales tripuladas y la mayoría de misiones espaciales sin tripulación usan propergol, al menos para el vehículo principal de lanzamiento;
- un cohete adherido, (o bien un cohete acelerador sólido o un cohete acelerador líquido) usados para aumentar la capacidad de levantamiento del vehículo principal de lanzamiento.

## Ejemplos
Ejemplos de la primera acepción son los boosters utilizados en la mayoría de misiones tripuladas del programa Mercury, concretamente el Atlas, para el Gemini fue el Titan II y para el Apolo fue mayoritariamente el Saturno V.
Ejemplo de la segunda acepción es el Titan III, que hiciera uso de boosters adheridos.
El programa del transbordador espacial fue la primera ocasión en la que se usó un cohete de combustible sólido en una misión tripulada de los Estados Unidos. Booster puede hacer referencia al cohete acelerador sólido del Transbordador Espacial (Space Shuttle Solid Rocket Booster) o bien al vehículo completo en el momento del ascenso, incluso después de que los aceleradores sólidos son separados del transbordador (jettisoned).
Cuando se usan cohetes aceleradores adheridos, en ocasiones el vehículo principal entra en ignición simultáneamente durante el despegue (como ocurre con el transbordador espacial). Otras veces el vehículo asciende únicamente usando boosters adheridos y el vehículo principal se acciona a cierta altura (ej.: Titan III).

## Otros usos
Otro uso del término booster, en vuelos espaciales, es para nombrar así al ingeniero de sistemas del cohete acelerador, quien obedece ante las órdenes booster. Se trata de un puesto de asistencia en el centro de control de misiones de la NASA.
En la aviación, los boosters suelen denominarse cohetes JATO. Se contempló el uso de cohetes de combustible sólido para algunos programas de las Fuerzas Aéreas de los Estados Unidos, como por ejemplo el X-20 Dyna-Soar, pero finalmente nunca fueron usados.
También hay algunos misiles que usan cohetes boosters, por ejemplo;
- 2K11 (SA-4) que usa SRBes en una primera fase y ramjet en una segunda.
- S-200 (SA-5) que usa SRBes en una primera fase seguido de un cohete de combustible sólido.
- Versiones para el lanzamiento desde tierra del turbojet alimentados por un Boeing Harpoon usan un SRB.